# Quatuor à cordes no 13 de Beethoven
Pour les articles homonymes, voir Quatuor à cordes no 13.
Le Quatuor à cordes no 13 en si bémol majeur, op. 130, de Ludwig van Beethoven, est achevé en décembre 1825 et publié en mai 1827, avec une dédicace au prince Nikolai Galitzine. Il est chronologiquement le troisième des cinq derniers quatuors de Beethoven.

## Histoire de l'œuvre

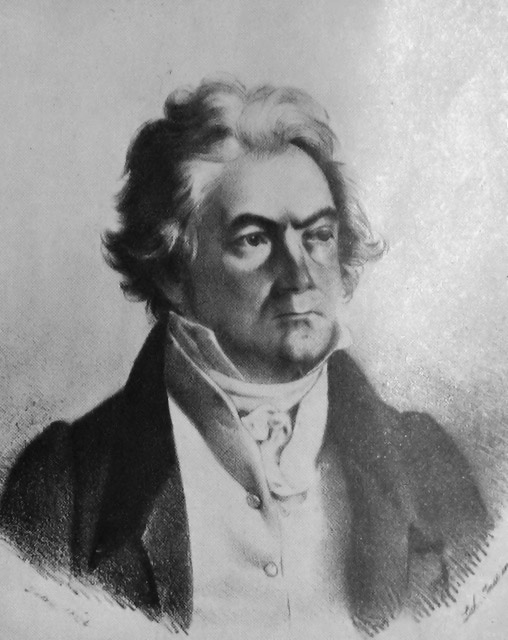
Ludwig van Beethoven en 1824

Bien que la numérotation l'ait placé après le Douzième, le Treizième Quatuor est chronologiquement postérieur au Quinzième; il est achevé en décembre 1825.
Long de six mouvements, le Treizième Quatuor s'achevait au départ avec la Grande Fugue. Il est d'abord créé par le Quatuor Schuppanzigh le 21 mars 1826 et n'est qu'un semi-succès : seuls les deuxième et quatrième mouvements (les plus courts) ayant été applaudis au point d'être bissés. Beethoven se faisant raconter la scène par son neveu Karl, se met en colère et déclare, :

« Les bœufs ! Les ânes ! oui, ces friandises ! ils se les font resservir encore une fois ! Pourquoi pas plutôt la fugue ? Elle seule aurait dû être rejouée. »

Mais devant l'incompréhension du public et sur insistance de son éditeur Artaria, Beethoven se résout à séparer la fugue du reste du quatuor et composa à l'automne 1826 un finale de substitution qui est sa dernière œuvre achevée.
Le Treizième Quatuor est publié, après la mort de Beethoven, en mai 1827 chez Mathias Artaria à Vienne, avec une dédicace au prince Nikolai Galitzine. Le titre est en français : « Troisième Quatuor pour deux violons, Alte et Violoncelle des quatuors composés et dédiés à son Altesse Monseigneur le Prince Nicolas de Galitzine par Louis van Beethoven ».

## Appréciations
La somptueuse cavatine qui tient lieu de cinquième mouvement est considérée comme le sommet dramatique de l'œuvre et la page la plus pathétique jamais écrite par Beethoven, le compositeur ayant avoué « qu'il avait composé cette cavatine véritablement dans les pleurs de la mélancolie » et que « jamais sa propre musique n'avait fait sur lui une telle impression ».
Certains commentateurs, toutefois, placent très haut la fraîcheur, la grâce et la sensibilité du troisième mouvement (Andante con moto, ma non troppo. Poco scherzando). C'était le mouvement que Theodor Helm préférait dans le quatuor et Daniel Gregory Mason mit quatre mesures de ce mouvement en frontispice de son étude sur les quatuors de Beethoven.
Selon Théodore Adorno : "...Harmoniquement aussi, les moyens de la tonalité sont utilisés aux fins de rendre celle-ci étrangère, par la dissimulation des degrés, comme au début de la cavatine du quatuor opus  130, où la tonique survient en quelque sorte trop tôt, c’est-à-dire non pas à l’entrée du thème principal, mais dès l’introduction, créant ainsi un sentiment d’incertitude quant au moment où il commence...".
Le Treizième Quatuor est sans doute le plus abouti des quatuors de Beethoven avec le Quatorzième. C'est en tout cas le plus tendu et le plus introspectif[réf. nécessaire].

## Structure
L'œuvre comporte six mouvements :
1. Adagio ma non troppo — Allegro
2. Presto
3. Andante con moto, ma non troppo. Poco scherzando
4. Alla danza tedesca. Allegro assai
5. Cavatina. Adagio molto espressivo
6. Grande Fugue
ou finale alternatif : Allegro

Sa durée d’exécution est d'environ 45 minutes (avec la Grande Fugue comme finale)

## Exécution
Dans un souci de conformité à la pensée originale de Beethoven, et parce qu'une œuvre d'une telle intensité dramatique requiert sa conclusion libératrice, la plupart des exécutions du Treizième Quatuor se font de nos jours avec la Grande Fugue comme finale[réf. nécessaire].

## Repères discographiques
- Quatuor Busch, 1942 (Sony)[12]
- Quatuor Italiano, 1968 (Philips)[13],[14]
- Quatuor Végh, 1973 (Auvidis-Valois)[15]
- Quatuor Alban Berg, 1979 (EMI)[16],[17]
- Quatuor Talich, 1980 (Calliope)[18]
- Quatuor Juilliard, 1984 (Sony Music)
- Quatuor Guarneri, 1988 (Philips Classics)
- Quatuor Takács, 2005 (Decca)[19]
- Quatuor de Tokyo, 2010 (Harmonia Mundi)[20]
- Quatuor Artemis, 2011 (Virgin Classics)[21]
- Quatuor Belcea, 2012 (Zig-Zag Territoires)
- Quatuor Ébène, 2020 (Erato), enregistrement en concert à Tokyo (16 juillet 2019)

## En dehors du domaine musical
- Le 5e mouvement Cavatina dans son enregistrement par le Quatuor Végh en 1973 figure notamment dans la bande originale du long métrage Le Mariage à trois réalisé en 2010 par Jacques Doillon (source : générique).
- Cette même Cavatine, jouée par le même quatuor, fait partie du Voyager Golden Record, disque embarqué à bord des deux sondes spatiales Voyager.